# Teodosie Gaju
Teodosie Gaju (în rusă Феодо́сий Га́жу; n. 18 iulie 1970, Chișinău, RSS Moldovenească, URSS) este un cleric moldovean al Bisericii Ortodoxe Ruse, care în prezent îndeplinește funcția de episcop de Isilkul. 

## Biografie
Acesta s-a născut pe data de 18 iulie 1970 la Chișinău, având la naștere numele de Serghei Mihailovici Gaju (în rusă Серге́й Миха́йлович Га́жу).
În 1987 a absolvit liceul, iar între anii 1988-1990 a efectuat stagiul militar în Armata Sovietică. 
În perioada 1991-1994 a studiat la Seminarul Teologic de la Moscova, iar ulterior s-a călugărit. În 29 aprilie 1995 patriarhul Alexei al II-lea al Moscovei l-a hirotonit ierodiacon, iar în anul următor a fost hirotonit ieromonah. A slujit la Mănăstirea Nikolo-Solbinsky. 
În 2005 a fost numit guvernator al Mănăstirii de pe Gania Yama, locul unde a fost aruncat trupul țarului Nicolae al II-lea al Rusiei.
În anul 2011 a absolvit Universitatea de Drept din Ural, cu o diplomă în jurisprudență. 
În perioada 4 decembrie 2011-25 iulie 2014 a fost episcop de Bișkek și Kârgâztan. La ceremonia de inaugurare au fost prezenți, printre alții, atât Patriarhul Chiril I al Moscovei, cât și Mitropolitul Asiei Centrale, basarabeanul Vichentie Moraru.
La 25 iulie 2014, prin hotărârea Sfântului Sinod al Bisericii Ortodoxe Ruse, a fost ales episcop de Isilkul, funcție pe care o îndeplinește și în prezent.